# روبي سيمون
روبي سيمون (بالألمانية: Robby Simon)‏ هو راكب الكنو ألماني، ولد في 9 يوليو 1978 في ريزا في ألمانيا.